# Pražský sakramentář
Pražský sakramentář (anglicky Prague sacramentary) je nejstarší liturgická kniha dochovaná v českých zemích. Vznikl na konci 8. století nebo na začátku 9. století v Bavorsku, nejspíše v Řezně. Druhá, podstatně kratší část manuskriptu, kterou napsal jiný písař v 9. století, obsahuje penitenciál. Významné jsou starohornoněmecké glosy vepsané mezi řádky a na okraji latinského textu. V roce 1776 zakoupil knihu Johann Matthäus Schweiberer, svatovítský kanovník a pozdější pomocný biskup pražské arcidiecéze, je však pravděpodobné, že se na území českých zemích nacházela už v předchozích staletích. Nyní je uložena v knihovně Metropolitní kapituly u sv. Víta v Praze.